# Was sich liebt, neckt sich
Was sich liebt, neckt sich (Kärleksgnabb), op. 399, är en polka-française av Johann Strauss den yngre. Den framfördes första gången den 15 januari 1882 i Stora konsertsalen i Musikverein i Wien.

## Historia
Johann Strauss operett Det lustiga kriget hade premiär på Theater an der Wien den 25 november 1881 och spelades fler än hundra gånger i rad. Strauss arrangerade totalt tio separata orkesterstycken från operettens musiknummer, däribland polkan Was sich liebt, neckt sich, som han dirigerade för första gången vid en av brodern Eduard Strauss söndagskonserter i Musikverein den 15 januari 1882. Polkans teman är hämtade från ensemblenumret "Das grössere ist dick und schwer" i akt III och Violettas arietta i akt I. Det första publicerade klaverutdrag har inskriptionen "Till Herr Alexander D. Golz [sic!] till minne av 22 mars 1882" - en referens till en välgörenhetsfest i Musikverein till förmån för fattiga barns sommarvistelser, vid vilken Strauss dirigerade och artisten Alexander Goltz (1857-1944) var initiativtagare.

## Om polkan
Speltiden är ca 4 minuter och 12 sekunder plus minus några sekunder beroende på dirigentens musikaliska tolkning.
Polkan var ett av tio verk där Strauss återanvände musik från operetten Det lustiga kriget:
- Der lustige Krieg, Marsch, Opus 397
- Frisch ins Feld, Marsch, Opus 398
- Was sich liebt, neckt sich, Polka-francaise, Opus 399
- Kuß-Walzer, Vals, Opus 400
- Der Klügere gibt nach, Polkamazurka, Opus 401
- Der lustige Krieg, Kadrilj, Opus 402
- Entweder - oder, Polka-Schnell, Opus 403
- Violetta, Polka-francaise, Opus 404
- Nord und Süd, Polkamazurka, Opus 405
- Italienischer Walzer, Vals, Opus 407

## Weblänkar
- Was sich liebt, neckt sich i Naxos-utgåvan.